# Gabinet Thilges
El Gabinet Thilges va formar el govern de Luxemburg del 20 de febrer de 1885 al 22 de setembre de 1888. Fou dirigit pel baró Édouard Thilges.

## Composició
- Édouard Thilges: Ministre d'Estat, Cap de govern, Director General d'Afers Exteriors
- Paul Eyschen: Director General de Justícia
- Henry Kirpach: Director General de l'Interior
- Mathias Mongenast: Director General de Finances

## Política econòmica
Les finances públiques dirigides per Mathias Mongenast van estar ben realitzades. La Zollverein va desenvolupar el creixement de la indústria de l'acer que proporcionaven a l'Estat cada vegada majors ingressos. Importants recursos es van invertir en l'acabament de la xarxa de ferrocarrils lleugers. El liberal, Édouard Thilges va donar suport a la intervenció no estatal al funcionament de l'economia i això, encara que alguns sectors estaven experimentant dificultats temporals: «el govern ha de prestar el seu suport en totes les mesures que es trobin per fomentar el desenvolupament de la indústria i el comerç en general; però no té per què intervenir a favor d'empreses en particular [...].»